# STS-86
是历史上第86次航天飞机任务，也是亞特蘭提斯號太空梭的第20次太空飞行。

## 任务成员
- 吉姆·威瑟比（Jim Wetherbee，曾执行、以及任务），指令长
- 迈克尔·布卢姆菲尔德（Michael J. Bloomfield，曾执行、以及任务），飞行员
- 弗拉基米尔·蒂托夫（Vladimir G. Titov，俄罗斯宇航员，曾执行、和平号空间站、以及任务），任务专家
- 斯科特·帕拉金斯基（Scott E. Parazynski，曾执行、以及任务），任务专家
- 让-卢·克雷蒂安（Jean-Loup Chrétien，曾执行联盟T-6号、联盟TM-7号、联盟TM-6号以及任务），任务专家
- 温迪·劳伦斯（Wendy B. Lawrence，曾执行、以及任务），有效载荷专家

### 发射后停留在和平号空间站
- 大卫·沃尔夫（David Wolf，曾执行、以及任务），任务专家

### 从和平号空间站返回
- 迈克尔·福奥勒（Michael Foale，曾执行、以及远征8号任务）